# Kopsia fruticosa
Kopsia fruticosa är en oleanderväxtart som först beskrevs av Ker-gawl., och fick sitt nu gällande namn av A. Dc.. Kopsia fruticosa ingår i släktet Kopsia och familjen oleanderväxter. Inga underarter finns listade i Catalogue of Life.